# Studd Morris
Studd Obispado Morris (ur. 19 września 2000) – włoski zapaśnik walczący w stylu wolnym. Brązowy medalista igrzysk śródziemnomorskich w 2022 roku.